# Robert Baudinne
Robert Baudinne (1900. június 10. – ?) belga jégkorongozó kapus, olimpikon.
Részt vett az 1936. évi téli olimpiai játékokon a jégkorongtornán, mint a belga jégkorong-válogatott kapusa és legidősebb tagja. A csapat a C csoportba került. Az első mérkőzésen 11–2 kikaptak a magyar válogatottól. A következőn 5–0-s vereséget szenvedtek a csehszlovákoktól majd utolsó csoportmérkőzésen egy szoros hosszabbításos mérkőzésen 4–2-es szenvedtek a franciáktól. A csoportban utolsó helyen zártak 0 ponttal és összesítésben a 14. helyen végeztek. Mind a három mérkőzésen ő védett és 7,74-es kapott gólátlaggal zárt.
Klubcsapata a Brusselse IJshockeyclub volt.